# Санта-Комба-Дан
Са́нта-Ко́мба-Да́н (порт. Santa Comba Dão; МФА: [ˈsɐ̃.tɐ ˈkõ.bɐ ˈdɐ̃w]) — муніципалітет і місто в Португалії, в окрузі Візеу. Розташований у центрально-північній частині країни, на теренах історичної португальської провінції Бейра. Належить до Візеуської діоцезії Католицької церкви в Португалії. Права міського самоврядування має з 1102 року. Поділяється на 6 парафій. За адміністративним поділом, чинним до 1976 року, був складовою провінції Верхня Бейра. Площа муніципалітету — 111,95 км², населення муніципалітету — 11597 ос. (2014); густота населення — 103,59 осіб/км²
. Патрон — Діва Марія. Святковий день муніципалітету — 1-й четвер після Вознесіння. Поштовий індекс — 3440.  Код місцевої адміністративної одиниці — 1814. Складова статистичного регіону Центр.

## Географія
Санта-Комба-Дан розташована в центрі Португалії, на півдні округу Візеу.
Санта-Комба-Дан межує на півночі з муніципалітетом Тондела, на сході — з муніципалітетом Каррегал-ду-Сал, на південному сході — з муніципалітетом Табуа, на півдні — з муніципалітетом Пенакова, на заході — з муніципалітетом Мортагуа.

## Історія
1514 року португальський король Мануел I надав Санта-Комбі-Дану форал, яким визнав за поселенням статус містечка та муніципальні самоврядні права.

## Населення
| Кількість мешканців | Кількість мешканців | Кількість мешканців | Кількість мешканців | Кількість мешканців | Кількість мешканців | Кількість мешканців | Кількість мешканців | Кількість мешканців | Кількість мешканців | Кількість мешканців | Кількість мешканців | Кількість мешканців | Кількість мешканців | Кількість мешканців |
| ------------------- | ------------------- | ------------------- | ------------------- | ------------------- | ------------------- | ------------------- | ------------------- | ------------------- | ------------------- | ------------------- | ------------------- | ------------------- | ------------------- | ------------------- |
| 1864                | 1878                | 1890                | 1900                | 1911                | 1920                | 1930                | 1940                | 1950                | 1960                | 1970                | 1981                | 1991                | 2001                | 2011                |
| 9 712               | 10 800              | 11 573              | 12 237              | 12 750              | 13 062              | 14 088              | 13 720              | 14 556              | 13 723              | 11 850              | 14 099              | 12 209              | 12 473              | 11 597              |

## Уродженці
- Антоніу де Олівейра Салазар — прем'єр-міністр Португалії, диктатор.